# Jan Ciałowicz
Jan Andrzej Ciałowicz (ur. 5 lutego 1895 w Rymanowie, zm. 3 października 1967 w Krakowie) – pułkownik dyplomowany artylerii Wojska Polskiego, doktor.

## Życiorys
Jan Andrzej Ciałowicz urodził się 5 lutego 1895 w Rymanowie. Był jednym z ośmiorga dzieci Adolfa (1863–1919, leśniczy, zarządca dóbr) i Marii z domu Tomkiewicz (1875–1922). Jego rodzeństwem byli: Stanisław (ur. 1904), Kazimierz (1906–1944, oficer Wojska Polskiego, nauczyciel), Antoni (ur. 1897), Stefania, Maria, Helena, Tadeusz (1910–2004, oficer Wojska Polskiego). Rodzina Ciałowiczów zamieszkiwała w Kalnicy w domu niegdyś zajmowanym przez Wincentego Pola.
W 1913 zdał egzamin dojrzałości w C.K. Gimnazjum w Sanoku (w jego klasie byli m.in. Jan Kuźnar, Włodzimierz Mozołowski, Franciszek Prochaska, Klemens Remer, Michał Terlecki – wszyscy także późniejsi oficerowie Wojska Polskiego). W sanockim gimnazjum był sekretarzem kółka literacko-artystycznego (prezesem tegoż był Julian Krzyżanowski). W czasie nauki w Sanoku rozwijał swoje pasje w zakresie historii, literatury i filozofii. Od 1910 do 1913 należał do tajnej organizacji młodzieży niepodległościowej „Promień”. W Sanoku należał też do VII Drużyny Strzeleckiej od września 1912 do 13 września 1914. Po złożeniu matury pierwotnie miał podjąć studia na akademii górniczej. Został słuchaczem studiów agronomii (rolnictwo).
Odbył służbę w C.K. Armii, w charakterze jednorocznego ochotnika. Po wybuchu I wojny światowej w sierpniu 1914 wstąpił do formowanego we Lwowie Legionu Wschodniego. Po likwidacji tej jednostki został wcielony został do armii austriackiej 13 września 1914 i przydzielony do 30 pułku armat polowych. W 1914 przebywał na ziemi węgierskiej. W kwietniu 1915 ukończył oficerską szkołę artylerii dla oficerów rezerwy i w miesiąc później trafił na front rosyjski. Na stopień podporucznika został mianowany ze starszeństwem z 1 sierpnia 1916 w korpusie oficerów rezerwy artylerii polowej i górskiej. Jego macierzysty Pułk Armat Polowych Nr 30 w 1916 został przemianowany na Pułk Armat Polowych Nr 24, a dwa lata później na Pułk Artylerii Polowej Nr 24. Do maja 1918 przebywał na froncie rosyjskim i rumuńskim. W 1918 awansowany na porucznika. W armii austriackiej pozostawał do 1 listopada 1918.
17 stycznia 1919 wstąpił do Wojska Polskiego. Brał udział w wojnie polsko-ukraińskiej na obszarze Małopolski Wschodniej w walkach grupy płk. Minkiewicza, 4 Dywizji Piechoty i 10 Dywizji Piechoty gen. Żeligowskiego. Z ramienia Naczelnego Dowództwa WP we wrześniu 1919 w Kamieńcu Podolskim prowadził rokowania z Symonem Petlurą. Wojnę z bolszewikami odbył w składzie 5 Lwowskiego pułku artylerii polowej. 2 stycznia 1920 rozpoczął studia w Wojennej Szkole Sztabu Generalnego. W połowie kwietnia 1920 skierowany został na front celem odbycia praktyki sztabowej na froncie poleskim i przydzielony do dowództwa 9 Dywizji Piechoty dowodzonej przez generała Władysława Sikorskiego. Brał udział w walkach nad Dnieprem, a potem w odwrocie na Polesiu, pod Brześciem i Białą Podlaską. W sierpniu 1920 został kwatermistrzem w 5 Armii. 26 sierpnia tego roku został szefem sztabu 9 Dywizji Piechoty i w jej szeregach walczył na Wołyniu przeciw armii Budionnego. Został awansowany na stopień kapitana ze starszeństwem z dniem 1 czerwca 1919.
W okresie od stycznia do września 1921 kontynuował naukę w Wyższej Szkole Wojennej, a po ukończeniu nauki w tymże roku otrzymał tytuł oficera Sztabu Generalnego i przydział na poprzednio zajmowane stanowisko szefa sztabu 9 DP w Siedlcach, pozostając nadal oficerem nadetatowym 5 pułku artylerii polowej. Szefem sztabu 9 DP był od 1921 do 1925. 29 kwietnia 1924 ogłoszono jego przydział do Doświadczalnego Centrum Wyszkolenia w Rembertowie na stanowisko asystenta taktyki, lecz w czerwcu przydział ten został anulowany. 1 grudnia 1924 został awansowany na stopień majora artylerii ze starszeństwem z dniem 15 sierpnia 1924. W październiku 1925 został przeniesiony do 9 pułku artylerii ciężkiej w Siedlcach na stanowisko dowódcy II dywizjonu. Z dniem 24 października 1926 został przeniesiony z 9 pułku artylerii polowej do kadry oficerów artylerii z równoczesnym przydziałem służbowym do Generalnego Inspektoratu Sił Zbrojnych na stanowisko oficera sztabu inspektora armii, generała dywizji Edwarda Śmigłego-Rydza z siedzibą w Wilnie. Służąc tamże w 1928 był oficerem nadetatowym 9 pułku artylerii ciężkiej. Od 1928 do 1932 pracował na stanowisku wykładowcy taktyki artylerii w Wyższej Szkole Wojennej. Od 2 kwietnia 1932 był słuchaczem pięciomiesięcznego II Kursu Doskonalącego Oficerów Artylerii w Szkole Strzelania Artylerii w Toruniu. We wrześniu 1932 roku, po ukończeniu kursu, przeniesiony został do 13 pułku artylerii lekkiej w Równem na stanowisko dowódcy I dywizjonu. 27 czerwca 1935 został awansowany na stopień podpułkownika ze starszeństwem z dniem 1 stycznia 1935 i 1. lokatą w korpusie oficerów artylerii. Następnie był zastępcą dowódcy 13 pal w Równem. W maju 1937 wyznaczony został na stanowisko I oficera sztabu generała do prac artyleryjskich przy Generalnym Inspektorze Sił Zbrojnych, generała brygady Stanisława Millera. Praktykę dowódczą odbył na stanowisku dowódcy 5 Lwowskiego pułku artylerii lekkiej. Według stanu z marca 1939 nadal był oficerem w GISZ.
Był osadnikiem wojskowym, posiadając 11-hektarową działkę osadniczą w Wierzchowie (powiat zdołbunowski). W latach 30. w Równem był prezesem Towarzystwa Wiedzy Wojskowej, a w Łucku był członkiem zarządu i członkiem rady naukowej Wołyńskiego Towarzystwa Przyjaciół Nauk.
W sierpniu 1939 objął stanowisko dowódcy artylerii dywizyjnej 5 Dywizji Piechoty, które pełnił także po wybuchu II wojny światowej podczas kampanii wrześniowej. W jej trakcie powierzono mu dowodzenie artylerią Odcinka „Wschód” Obrony Warszawy. Dostał się do niewoli niemieckiej i został osadzony w Oflagu II C Woldenberg. W obozie sprawował funkcję przewodniczącego Komisji Kulturalno-Oświatowej od 1942 do 1945, której nadawał kierunek prawicowy. Ponadto działał jako szef sztabu tajnej komórki pozostającej z ZWZ–AK działających na terenach okupowanych polskich.
Awansowany na pułkownika. Był autorem prac naukowych, publikacji i artykułów z zakresu taktyki artylerii i historii wojskowości, także tłumaczonych na język niemiecki i rosyjski. Uzyskał stopień naukowy doktora. Od 1945 był konserwatorem zabytków na Śląsku. Po wojnie należał do „Klubu Woldenberczyków” przy Zarządzie Okręgowym ZBoWiD w Krakowie.

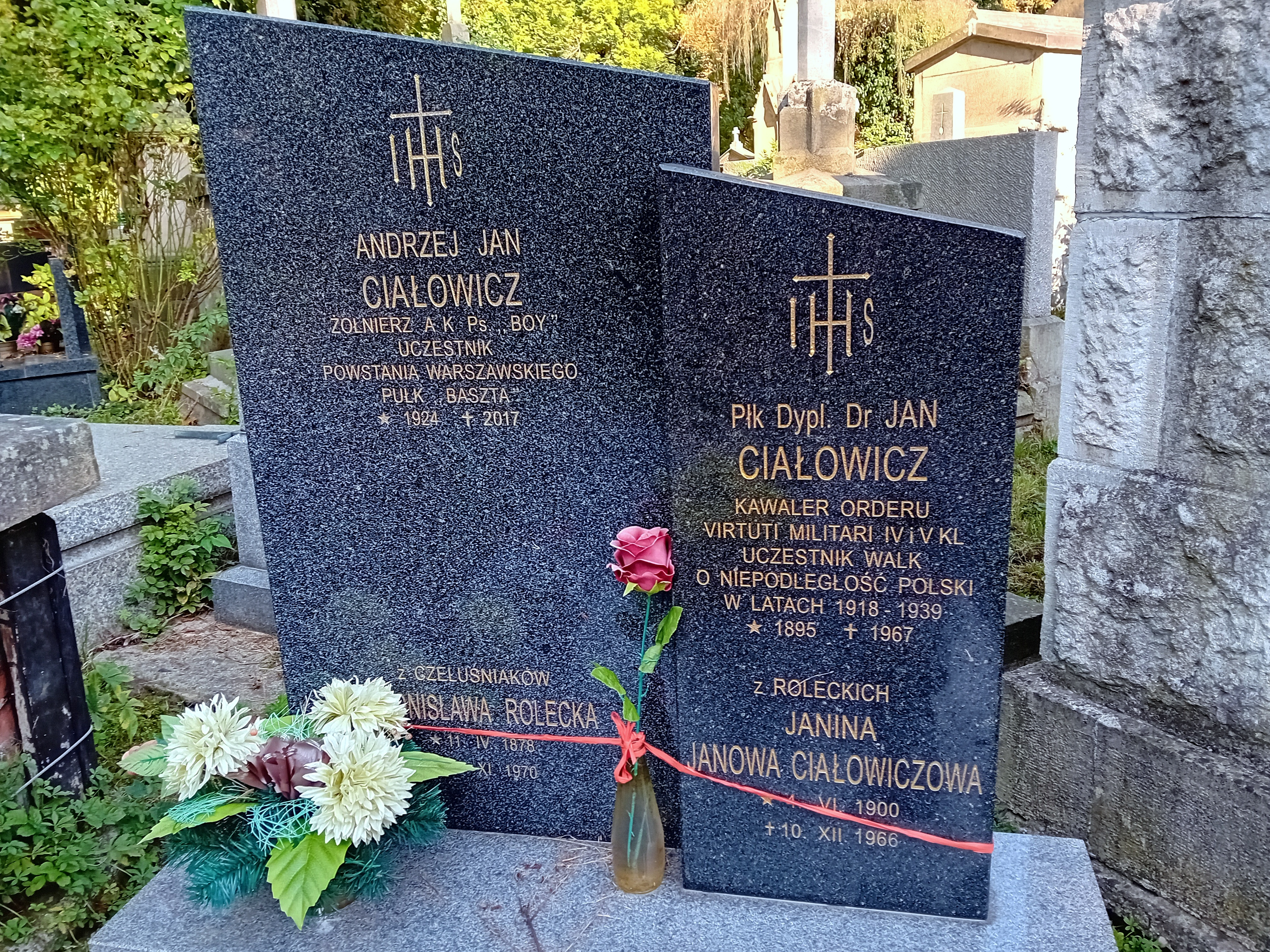
Grobowiec Jana Ciałowicza

Zamieszkiwał przy ulicy Daszyńskiego w Krakowie. Zmarł nagle 3 października 1967 w Krakowie. Został pochowany 7 października 1967 na cmentarzu Rakowickim w Krakowie (kwatera T delta płd.-przedostatni). Jego żoną była Janina z domu Rolecka (ur. 4 czerwca 1900 w Jaśle, zm. 10 grudnia 1966 w Krakowie), z którą miał syna Andrzeja Jana (ur. 31 marca 1924 w Siedlcach, zm. 17 stycznia 2016).

## Publikacje
- Manewr na Mozyrz i Kalinkowicze (1925)
- Bibliografia wojny polsko-ros., 1918–1920 (dołączona do książki Nad Wisłą i Wkrą. Studium do polsko-rosyjskiej wojny 1920 roku autorstwa Władysława Sikorskiego z 1928)
- Rozwój sprzętu artyl., 1914–1929 (1930)
- Rola artylerii w nowoczesnej walce (1937)
- Nowe idee obrony i artyleria (1939)
- Artyleria w natarciu na pozycję umocnioną (1938)
- Taktyka artylerii [w:] Wykłady dla słuchaczy Wyższej Szkoły Woj. (1930, 2 tomy)

## Ordery i odznaczenia
- Krzyż Złoty Orderu Wojennego Virtuti Militari nr 188[38][58]
- Krzyż Srebrny Orderu Wojskowego Virtuti Militari nr 4512 (1921)[59]
- Order Odrodzenia Polski[38]
- Krzyż Walecznych (czterokrotnie)[16]
- Złoty Krzyż Zasługi (dwukrotnie: 10 listopada 1928[60][61], 26 czerwca 1947[62])
- Odznaka Pamiątkowa Generalnego Inspektora Sił Zbrojnych (12 maja 1936)
- Kawaler Orderu Legii Honorowej (Francja, udekorowany 3 maja 1925[63], zgoda Prezydenta RP w 1925)[64][35]
- Medal Zwycięstwa („Médaille Interalliée”) (przed 1928)[35]
- Brązowy Medal Zasługi Wojskowej na wstążce Krzyża Zasługi Wojskowej (Austro-Węgry)[65]
- Złoty Krzyż Zasługi Cywilnej z koroną na wstążce Medalu Waleczności (Austro-Węgry)[65]
- Złoty Krzyż Zasługi Cywilnej na wstążce Medalu Waleczności (Austro-Węgry)[65]